# Baptysterium na Ostrowie Tumskim w Poznaniu
Baptysterium na Ostrowie Tumskim w Poznaniu – domniemany budynek, który zgodnie z teoriami niektórych badaczy miał służyć jako miejsce chrztu pierwszych chrześcijan na ziemiach polskich. Główną przesłanką o istnieniu budynku są pozostałości misy z zaprawy wapiennej, mieszczącej się obecnie w podziemiach poznańskiej Katedry. Cześć badaczy opisuje dno misy jako dawną misę chrzcielną, co miałoby wskazywać na baptyzmalny charakter całej budowli. Przeznaczenie misy nie zostało jednak w pełni wyjaśnione i pozostaje punktem spornym w środowisku naukowym. Istnienie baptysterium jest jedynie hipotezą uzależnioną od wyników badań archeologicznych dotyczących samej misy z zaprawy wapiennej.

## Historia powstania
Sojusz z Czechami oraz poślubienie przez Mieszka księżniczki Dobrawy, dały fundament dla organizacji chrześcijańskiego państwa Polan. Dobrawa, jako córka księcia Bolesława I, przybyła do Wielkopolski w 965 roku, a rok później nastąpił chrzest Mieszka. Miejsce chrztu nie jest znane, ale naukowcy ustalili, że musiał księciu towarzyszyć biskup, a samo miejsce odpowiadać randze wydarzenia. Jednym z głównych ośrodków państwowości Polan był gród na Ostrowie Tumskim i jest jednym z potencjalnych miejsc, gdzie książę Mieszko przyjął chrzest. Z. Kurnatowska zakłada, że właśnie w tym celu wzniesiono baptysterium, w którym mogły odbywać się chrzty osób dorosłych. Pozostałości tego budynku miały zostać odkryte w podziemiach Katedry na Ostrowie Tumskim w Poznaniu. Zgodnie z założeniami badaczy, Ostrów Tumski był dobrym miejscem, na manifestacyjną formę chrztu. Gród, będąc silnie związany z Mieszkiem, sprzyjał akcji misyjnej pozwalając na budowę pierwszej kaplicy z baptysterium, a potem na wzniesienie katedry.

### Baptysterium i budowa katedry
Przyjęcie chrześcijaństwa przez Mieszka I w 966 roku doprowadziło do rozwoju infrastruktury. Stworzenie pierwszego na ziemiach polskich biskupstwa, datowane na 968 rok, doprowadziło do planów budowy najpierw stacji misyjnej, a potem, jak przypuszcza część badaczy, baptysterium. To właśnie ten budynek mógł stanowić pierwotne mury wzniesionej na jego miejscu katedry. Jego relikty, które miały zachować się pod główną nawą świątyni, stały się centrum uwagi K. Józefowiczówny. Badaczka przyjęła, że archeologiczne pozostałości – dno misy z zaprawy wapiennej – są świadectwem dawnego istnienia kwadratowego budynku, w którym miał mieścić się basen chrzcielny. Ściany baptysterium miały posłużyć biskupowi Ungerowi, następcy Jordana, do wytyczenia murów poznańskiej katedry.
Na terenie bazyliki istnieją pozostałości budowlane, które jasno wskazują, iż na tym obszarze podejmowano już wcześniej próby wzniesienia nieokreślonej budowli. Prześledzenie wkopu fundamentów pozwala na stwierdzenie, że przebiegały one w poprzek nawy oraz jej dolnych fundamentów. Wkop został opisany jako ślad decyzji o zmianie lokalizacji katedry i przesunięciu jej granicy po rozpoczęciu prac budowlanych. Istnieje również hipoteza o istnieniu małego kościoła misyjnego zbudowanego w latach 60., ale pozostałości wapienne nie świadczą ani o rodzaju budowli, ani też o pełnionej przez nią funkcji.

## Dyskusje o przeznaczeniu dna misy z zaprawy wapiennej
Na terenie Ostrowa Tumskiego zlokalizowano łącznie cztery obiekty, które zgodnie z hipotezą K. Józefowiczówny miały być pozostałościami po misach chrzcielnych. Badaczka przyjęła, że celem tych obiektów były zbiorowe chrzty mieszkańców grodu przygotowane z inicjatywy pierwszego biskupa Jordana oraz jego współpracowników. Liczba mis miała odnosić się do liczby duchownych, którzy mieszkali w grodzie i udzielali chrztu. Obiekty miały tymczasowy charakter i były łatwe do usunięcia. Największy spór wśród badaczy toczy się wokół misy znajdującej się w podziemiach katedry. Badacze podzielili się na zwolenników hipotezy o baptyzmalnej roli obiektu oraz tych, którzy opisują obiekt jako mieszało do zaprawy.

### Baptyzmalna funkcja misy – stronnictwo K. Józefowiczówny i Z. Kurnatowskiej
Za baptyzmalną funkcją misy przemawia przede wszystkim jej konstrukcja oraz kształt, który umożliwia utrzymanie się wody w jej wnętrzu. Przypomina również opisywanie w literaturze baseny chrzcielne, a samo pochodzenie obiektu datowane jest na czasy przyjęcia chrztu przez Mieszka. Piscina poznańska nie jest jedyną odnalezioną przez archeologów. Podobne obiekty mogły być powszechne na obszarze Wielkopolski, a jedną z nich mogła być misa odkryta na Ostrowie Lednickim. W II połowie X wieku istniało bardzo duże zapotrzebowanie na tego rodzaju obiekty służące masowym chrztom. Na baptyzmalny charakter misy może również wskazywać jej położenie – stanowi centralną część domniemanego baptysterium.
Stronnictwo zakładające chrzcielną rolę misy oraz co za tym idzie istnienia baptysterium, dysponuje również argumentami, które zaprzeczają, iż misa mogła pełnić funkcję mieszadła. Obiekt nie posiada śladów po łopatkach mieszadła, analiza wykazuje brak nawarstwień zaprawy, które mogłyby świadczyć o wielokrotnym wykorzystaniu obiektu do mieszania zaprawy, a kwadratowy przekrój centralnego pala wyklucza pełnienie funkcji kieratu. Misa została umieszczona wewnątrz katedry, na tyle blisko jej murów, że niemożliwe jest zastosowanie kieratu do mieszania zaprawy, a sama gęstość zaprawy w tak dużym naczyniu uniemożliwiłaby pracę z wykorzystaniem kieratu.

### Misa jako mieszadło do zaprawy

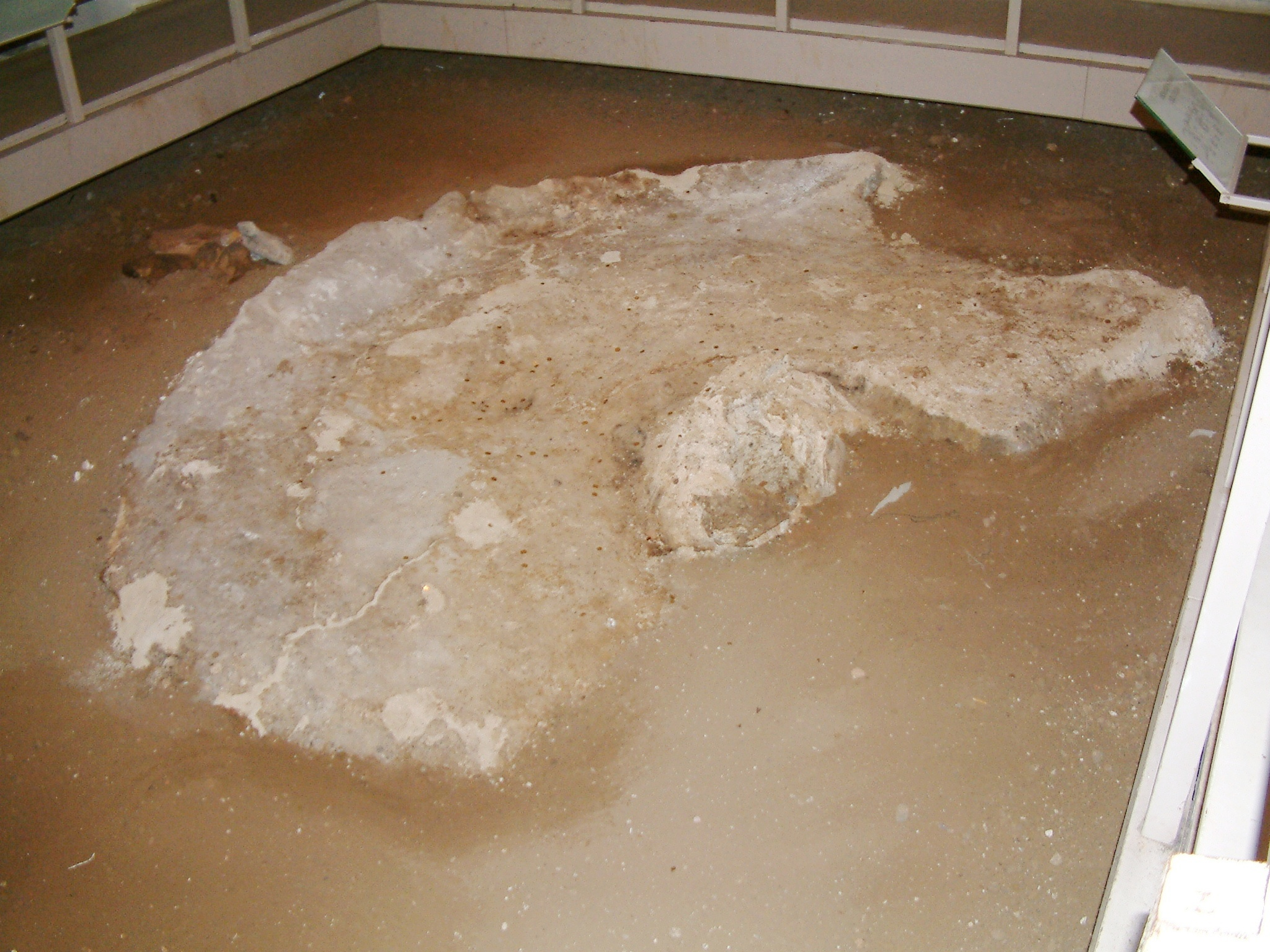
Hipotetyczna misa chrzcielna znajdująca się w podziemiach poznańskiej Katedry

Andrzej Tomaszewski w 1965 roku wysunął hipotezę zaprzeczającą baptyzmalnej funkcji misy. Jego zdaniem obiekt miał pełnić funkcję mieszadła do zaprawy. Kolejnym badaczem przeciwnym teorii Kurnatowskiej i Józefowiczówny, był Zygmunt Wiechowski. Podważył on też porównania misy poznańskiej do obiektu z Mönchengladbach. Obiekt ten istniał na terenach już schrystianizowanych, ale mimo to przypisywano mu rolę urządzenia chrzcielnego. Wiechowski jednak w przeciwieństwie do Tomaszewskiego nie upatrywał w obiekcie na Ostrowie Tumskim misy do zaprawy. Istnieją jednak argumenty, które przemawiają na korzyść tej hipotezy. Powierzchnia obiektu jest regularna, a jej koncentryczne pofałdowania mogą wskazywać na ślady po obrotach mieszadeł. Obok obiektu znajduje się ślad po innym palu, który wskazuje na to, że na nim mogła opierać się cała konstrukcja kieratu, analogiczne urządzenia posiadały pal pośrodku, który miał stanowić oś kieratu, a sam przekrój misy jest charakterystyczny dla mieszadeł. Naukowcy wykazali również istnienie ok. 40 obiektów datowanych na IX–XI wiek, o podobnej budowie do misy poznańskiej, które pełniły funkcje mieszadła.
Stronnictwo sprzeciwiające się hipotezie o baptyzmalnym przeznaczeniu obiektu opiera się na argumentach, w których wykazuje się zbyt duże rozmiary misy, jej niewielką głębokość oraz nieregularne i nierówne dno, które wykluczało funkcję chrzcielną. Trudno też wyjaśnić ślad po palu w centralnym punkcie w basenie chrzcielnym. Nie istnieją podobne obiekty, które pełniły rolę basenu chrzcielnego w architekturze sakralnej, a w okresie datowanym na X i XI wiek masowe chrztów pogan nie przeprowadzano w baptysteriach, ani też nie budowano ich na terenach misyjnych.